# Sforzinda

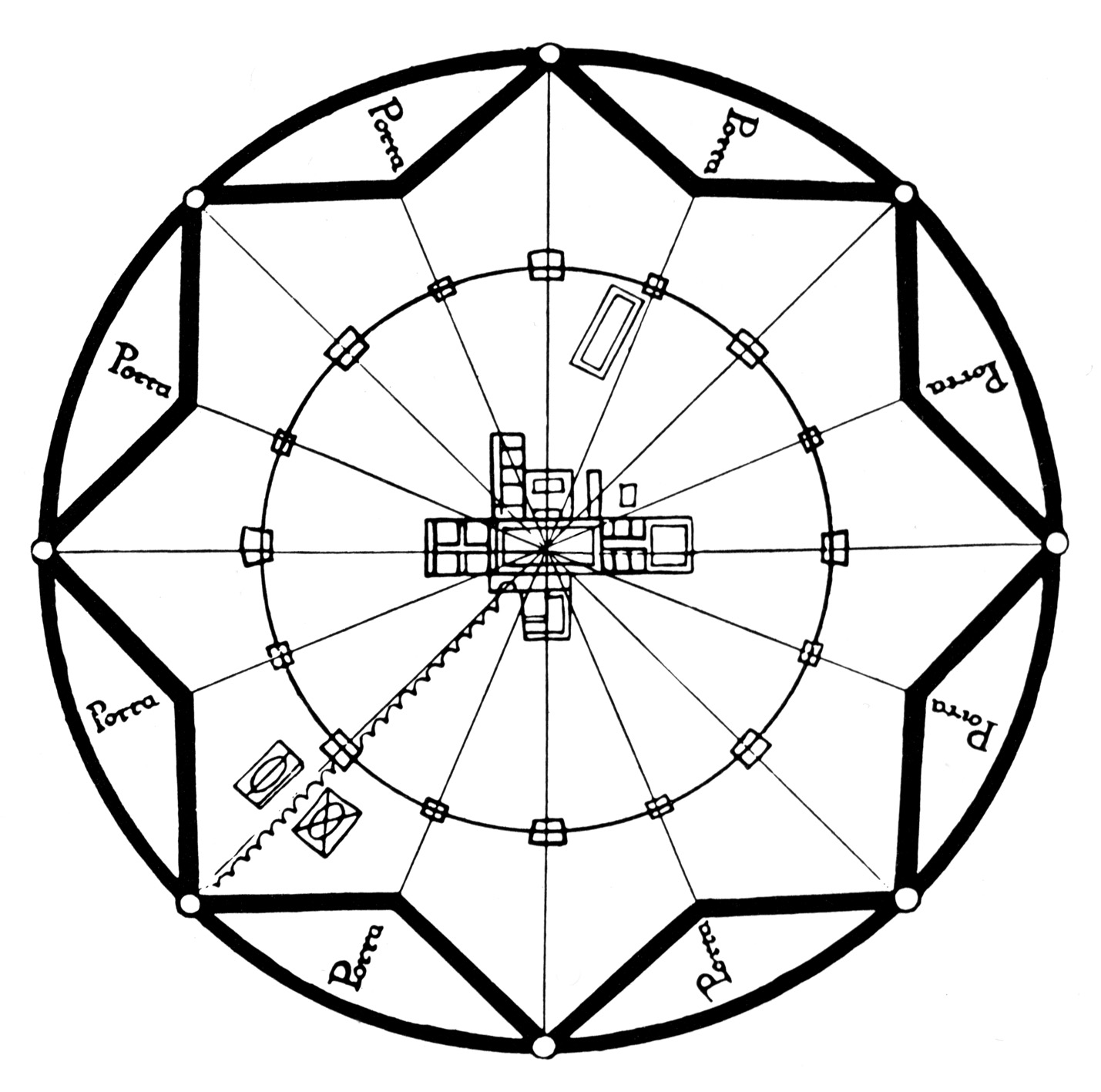
Representación en planta de Sforzinda.

Sforzinda es un proyecto conceptual de utopía urbanística o ciudad ideal diseñado por Antonio Averlino "Il Filarete" alrededor de 1465, como parte de un manuscrito en el cual analiza la arquitectura racional de inspiración clásica, y desarrolla la planimetría con base en la descripción de Vitruvio sobre cómo sería una ciudad que cumpliera con los requisitos básicos de su doctrina: firmitas, utilitas, venustas.
La ciudad ideal de Vitruvio estaba pensada como fortaleza, que brindara protección frente a los ataques bélicos con muralla y torres redondeadas, y cuyo trazado bloqueara los ocho vientos, principal preocupación del tratadista romano al plantear la forma de la ciudad, resultando en un polígono de ocho lados o más.
De esta manera, Sforzinda (llamada así en homenaje a Francesco Sforza, mecenas del arquitecto) adquiere las características determinadas por Vitruvio: se emplaza dentro de una muralla poligonal  estrellada de ocho puntas, que surge de la combinación de dos cuadrados a 45°. Ubica torres en los ángulos donde además pasan los ocho vientos y puertas en los entrantes, y planifica el interior a partir de un área central que consta de tres plazas (una con el palazzo y la catedral, las otras dos son mercados). De dicha zona surgen dieciséis vías radiales que comunican con las puertas y las torres, y se abren en plazas en los puntos donde cortan la vía circular secundaria. 
Este diseño de ciudad piloto nunca fue construido, en parte debido a la complicada coyuntura política Italiana en su tiempo, pero sentará las bases para otras ciudades ideales que sí resultarán construidas, como Palmanova en 1539.